# 田宮輝夫
田宮輝夫（たみや てるお、1927年12月6日 -2000年7月13日）は、日本の教育者。国語教育、とりわけ作文教育（生活綴方教育）の実践家・理論家。
東京生まれ。中央大学法学部卒業。東京都の小中学校に勤務。日本作文の会常任委員、教育科学研究会会員、全国生活指導研究協議会会員。

## 著書
- 『文字とことばの教室 4年生』三十書房　1955
- 『詩と作文の教室 5年生』三十書房　1962
- 『作文と詩の力をのばす 5年生』盛光社　1966
- 『文字とことばの力をのばす 4年生』盛光社　1966
- 『さかみち学級 3年の学級経営』明治図書出版　1967
- 『生活綴方教育の内容と方法 人間づくりの作文教育』百合出版　1968
- 『国語の授業 何をどう教えるか』新評論　1975
- 『生活綴方入門 作文教育のすすめ』百合出版　1978
- 『作文教室十二か月』新評論　1979
- 『発問・板書・教材研究のコツ』あゆみ出版　1979
- 『坂道をのぼれ田宮輝夫綴方の仕事』あゆみ出版　1982
- 『坂道をのぼる子ら 4年1組「ならのき学級」の記録』あゆみ出版　からたち文庫 1983
- 『ものと人のなかで子どもは育つ 子どもをどうとらえ、どう励ますか』一声社　1985
- 『生活綴方と学級づくり』百合出版　1987
- 『小学校教師の仕事』全5巻 桐書房　1987-88
- 『「チロヌップのきつね」の授業』桐書房　文学教材の読み方指導　1989
- 『作文教育ハンドブック』百合出版　1992
- 『教師その仕事と心』子どもと教育社　2000

## 共著書
- 『学級経営99の相談』綿田三郎,田嶋定雄共著　明治図書出版　教師のための相談選書　1957
- 『教室の文化活動シリーズ 12　自由研究はこうして』編　日本標準　1977